# Sovětský rajón (Krym)
Sovětský rajón (ukrajinsky Совєтський район, rusky Советский район) je rajón v Autonomní republice Krym na Ukrajině. Hlavním městem je sídlo městského typu Sovětskyj (Sovětskij) a rajón má přibližně 31 tisíc obyvatel. 
Od Krymské krize území fakticky ovládá Rusko, které rajón považuje za součást svého federálního subjektu Republika Krym.

## Sídla v rajónu
Sídlo městského typu:
- Sovětskyj (Sovětskij)